# Wagneriana carimagua
Wagneriana carimagua är en spindelart som beskrevs av Levi 1991. Wagneriana carimagua ingår i släktet Wagneriana och familjen hjulspindlar.
Artens utbredningsområde är Colombia. Inga underarter finns listade i Catalogue of Life.